# Bavel
Bavel là một huyện (srok) của tỉnh Battambang, tây bắc Campuchia.

## Hành chính
Huyện này được chia thành 6 xã (khum).

### Các làng xã
| Khum (xã)        | Phum (làng) |
| ---------------- | --- |
| Bavel            | Bavel Muoy, Bavel Pir, Tumnob Tuek, Dach Proat, Sangkae Vear, Peam, Kampong Pnov, Stueng Dach, Spean Dach, Sang Reang, Svay Chrum, Doun Avav, Prey Totueng Muoy, Prey Totueng Pir, Kouk, Sla Khlanh, Kampong Chhnang Muoy, Kampong Chhnang Pir, Samaki                                                             |
| Khnach Romeas    | Prey Sangha, Kaoh Ream, Rung Ampil, Ballang Leu, Svay Sa, Khnach Romeas, Ballang Mean Chey, Chroy Sna |
| Lvea             | Lvea, Doun Nhaem, Chamkar, Dangkao, Ream Sena, Doun Aok, Ping Pong, Svay Prey, Boeng Samraong, Kbal Spean, Lvea Chas, Ta Ny |
| Prey Khpos       | Ta Hi, Pou, Ta Mat, Meakkloea, Prey Khpos, Sranal, Dangkao Pen, Kbal Thnal, Boeng Chra Nieng |
| Ampil Pram Daeum | Dangkao Kramang, Siem, Ampil, Sthapor, Ta Khiev, Buo Run, Doung, Sthab Por Pi |
| Kdol Tahen       | Suon Sla, Kdol Kraom, San, Peam, Kandal, Buor, Thmei, Tuol Krasang, Kdol Leu, Ta Haen, Dom Nak Domkoa, Trapeang Kbal Sva, Boeng Anlok, Brab Hoeb, Sras Toeuk, Anlong Rey, Ta Toat, Ou Doan Poa, Khleang, Chrang Bak, Anlong Riang, Boeung Sanke, Tomnob Takoun, Toul Snal, Prey Thom, Kampong Makak, Bou Sangreach |